# Kubuntu
Kubuntu — варіант дистрибутиву Ubuntu, котрий використовує стільницю KDE Plasma замість GNOME. Він є частиною проєкту Ubuntu, і базується на тій же системі. Kubuntu та Ubuntu можуть працювати пліч-о-пліч, використовуючи одні і ті ж пакунки, котрі зберігаються в одному сховищі.

## Назва дистрибутиву
Назва Kubuntu утворена шляхом приєднання до Ubuntu літери «K», взятої з абревіатури KDE. Цікавий збіг полягає в тому, що Kubuntu означає «спрямоване на людяність» мовою бемба, і «безкоштовний» мовою кірунді. Це запозичено зі звички називати програми, які входять або тісно пов'язані з KDE (KDE Applications), — так в назвах програм часто використовують «K». Наприклад: Kontact — потужний органайзер, Okular — універсальний переглядач, Elisa — музичний програвач.

## Історія дистрибутиву
Kubuntu дотримується тієї ж системи іменування/нумерування версій, що й Ubuntu починаюся зі своєї найпершої версії, 5.04, що вийшла 8 квітня 2005. До складу дистрибутиву входили KDE 3.4 та набір з деякого найпопулярнішого у KDE програмного забезпечення. Деяке з нього не є офіційною частиною стільничного середовища KDE, це: Amarok, Kaffeine, Gwenview і K3b.
Другий випуск, 5.10 (кодове ім'я Breezy Badger) містила KDE 3.4.3 та програмний інструментарій для налаштування системи. До його складу також увійшов менеджер пакунків Adept. KDE 3.5.2 був доступний для встановлення починаючи з 28 березня 2006.
7.04 — кодове ім'я Feisty Fawn, містить KDE 3.5.6. Kubuntu 7.04 побачила світ 19 квітня 2007-го року.
Починаючи з версії 6.06 компакт диски з Kubuntu могли бути безкоштовно замовлені через вебсервіс Shipit до його закриття навесні 2011 року.

## Припинення підтримки від Canonical
У лютому 2012 було прийняте рішення щодо припинення фінансування компанією Canonical розробки відгалуження Ubuntu на базі десктоп-оточення KDE після випуску релізу 12.04 LTS. Незважаючи на припинення фінансової підтримки проєкт Kubuntu продовжиться, але буде розроблятися силами спільноти та компанією Blue Systems, яка надає допомогу і бере участь в створенні Kubuntu, починаючи з релізу 12.10. Доступ до інфраструктури, яка використовується для розробки, побудови та розповсюдження дистрибутиву, надаватиметься без змін.
Рішення пов'язане з невиправданими надіями щодо отримання прибутку від проєкту Kubuntu, навіть з огляду на те, що Kubuntu використовується в одному з найбільших впроваджень десктоп систем на базі Linux (в 42 тисячах шкіл Бразилії використовується дистрибутив на базі Kubuntu). З позиції бізнесу, комерційного успіху не вдалося домогтися незважаючи на сім років спроб, тому Canonical вважає нереалістичним чекати будь-яких змін при продовженні грошових вливань.

## Випуски
| Колір    | Значення           |
| -------- | ------------------ |
| Червоний | Не підтримується   |
| Жовтий   | Досі підтримується |
| Зелений  | Поточний випуск    |
| Синій    | Майбутній випуск   |

| Версія    | Кодова назва      | Тестова назва | Дата виходу    | Підтримка до   | KDE Plasma |
| --------- | ----------------- | ------------- | -------------- | -------------- | ---------- |
| 5.04      | Hoary Hedgehog    | Array         | 8 квітня 2005  | 31 жовтня 2006 | 3.4        |
| 5.10      | Breezy Badger     | Colony        | 13 жовтня 2005 | 13 квітня 2007 | 3.4.3      |
| 6.06 LTS  | Dapper Drake      | Flight        | 1 червня 2006  | 14 червня 2009 |            |
| 6.10      | Edgy Eft          | Knot          | 26 жовтня 2006 | 24 квітня 2008 | 3.5.5      |
| 7.04      | Feisty Fawn       | Herd          | 19 квітня 2007 | 19 жовтня 2008 | 3.5.6      |
| 7.10      | Gutsy Gibbon      | Tribe         | 18 жовтня 2007 | 18 квітня 2009 |            |
| 8.04      | Hardy Heron       | Alpha/Beta    | 24 квітня 2008 | жовтня 2009    |            |
| 8.10      | Intrepid Ibex     | Alpha/Beta    | 30 жовтня 2008 | 30 квітня 2010 | 4.1.2      |
| 9.04      | Jaunty Jackalope  | Alpha/Beta    | 23 квітня 2009 | 23 жовтня 2010 | 4.2.2      |
| 9.10      | Karmic Koala      | Alpha/Beta    | 29 жовтня 2009 | 28 квітня 2011 | 4.3.2      |
| 10.04 LTS | Lucid Lynx        | Alpha/Beta    | 29 квітня 2010 | 9 травня 2013  | 4.4.2      |
| 10.10     | Maverick Meerkat  | Alpha/Beta    | 10 жовтня 2010 | 10 квітня 2010 | 4.5        |
| 11.04     | Natty Narwhal     | Alpha/Beta    | 28 квітня 2011 | 28 жовтня 2012 | 4.6        |
| 11.10     | Oneiric Ocelot    | Alpha/Beta    | 13 жовтня 2011 | 9 травня 2013  | 4.7        |
| 12.04 LTS | Precise Pangolin  | Alpha/Beta    | 26 квітня 2012 | 26 квітня 2017 | 4.8        |
| 12.10     | Quantal Quetzal   | Alpha/Beta    | 18 жовтня 2012 | 16 травня 2014 | 4.9.2      |
| 13.04     | Raring Ringtail   | Alpha/Beta    | 18 квітня 2013 | 27 січня 2014  | 4.10       |
| 13.10     | Saucy Salamander  | Alpha/Beta    | 17 жовтня 2013 | 17 липня 2014  | 4.11.2     |
| 14.04 LTS | Trusty Tahr       | Alpha/Beta    | 17 квітня 2014 | квітня 2019    | 4.13       |
| 14.10     | Utopic Unicorn    | Alpha/Beta    | 23 жовтня 2014 | 23 липня 2015  | 4.14       |
| 15.04     | Vivid Vervet      | Alpha/Beta    | 23 квітня 2015 | 4 лютого 2016  | 5.2.2      |
| 15.10     | Wily Werewolf     | Alpha/Beta    | 22 жовтня 2015 | 28 липня 2016  | 5.4.1      |
| 16.04 LTS | Xenial Xerus      | Alpha/Beta    | 21 квітня 2016 | квітня 2021    | 5.5        |
| 16.10     | Yakkety Yak       | Alpha/Beta    | 13 жовтня 2016 | 20 липня 2017  | 5.7.5      |
| 17.04     | Zesty Zapus       | Alpha/Beta    | 13 квітня 2017 | 13 січня 2018  | 5.9        |
| 17.10     | Artful Aardvark   | Alpha/Beta    | 19 жовтня 2017 | 19 липня 2018  | 5.10       |
| 18.04 LTS | Bionic Beaver     | Alpha/Beta    | 26 квітня 2018 | червня 2023    | 5.12       |
| 18.10     | Cosmic Cuttlefish | Alpha/Beta    | 18 жовтня 2018 | 18 липня 2019  | 5.13       |
| 19.04     | Disco Dingo       | Alpha/Beta    | 18 квітня 2019 | 23 січня 2020  | 5.15.4     |
| 19.10     | Eoan Ermine       | Alpha/Beta    | 17 жовтня 2019 | 17 липня 2020  | 5.16.5     |
| 20.04 LTS | Focal Fossa       | Alpha/Beta    | 23 квітня 2020 | квітня 2025    | 5.18       |
| 20.10     | Groovy Gorilla    | Alpha/Beta    | 22 жовтня 2020 | 22 липня 2021  | 5.19.5     |
| 21.04     | Hirsute Hippo     | Alpha/Beta    | 22 квітня 2021 | 20 січня 2022  | 5.21       |
| 21.10     | Impish Indri      | Alpha/Beta    | 15 жовтня 2021 | 14 липня 2022  | 5.22.5     |
| 22.04 LTS | Jammy Jellyfish   | Alpha/Beta    | 21 квітня 2022 | червня 2027    | 5.24       |
| 22.10     | Kinetic Kudu      | Alpha/Beta    | 20 жовтня 2022 | 20 липня 2023  | 5.25       |
| 23.04     | Lunar Lobster     | Alpha/Beta    | 20 квітня 2023 | 25 січня 2024  | 5.27       |
| 23.10     | Mantic Minotaur   | Alpha/Beta    | 17 жовтня 2023 | 11 липня 2024  | 5.27.8     |
| 24.04 LTS | Noble Numbat      | Alpha/Beta    | 25 квітня 2024 | червня 2029    | 5.27.11    |
| 24.10     | Oracular Oriole   | Alpha/Beta    | 10 жовтня 2024 | липня 2025     | 6.1        |

## Системні вимоги
Версії Kubuntu для ПК підтримують архітектури Intel x86 і AMD64. Деякі версії Kubuntu можуть підтримувати ще й такі архітектури: SPARC, PowerPC і PlayStation.
Мінімальні Рекомендовані системні вимоги для інсталяції на ПК:
|                          | Персональний комп'ютер і Лептоп    |
| Мінімально Рекомендовано |                                    |
| ------------------------ | ---------------------------------- |
| Процесор                 | Двоядерний процесор 2 ГГц (x86-64) |
| Пам'ять                  | 4 ГБ                               |
| Жорсткий диск            | 25 ГБ (8,6 ГБ мінімум)             |
| Відеокарта               | VGA @ 1024x768                     |

## Галерея

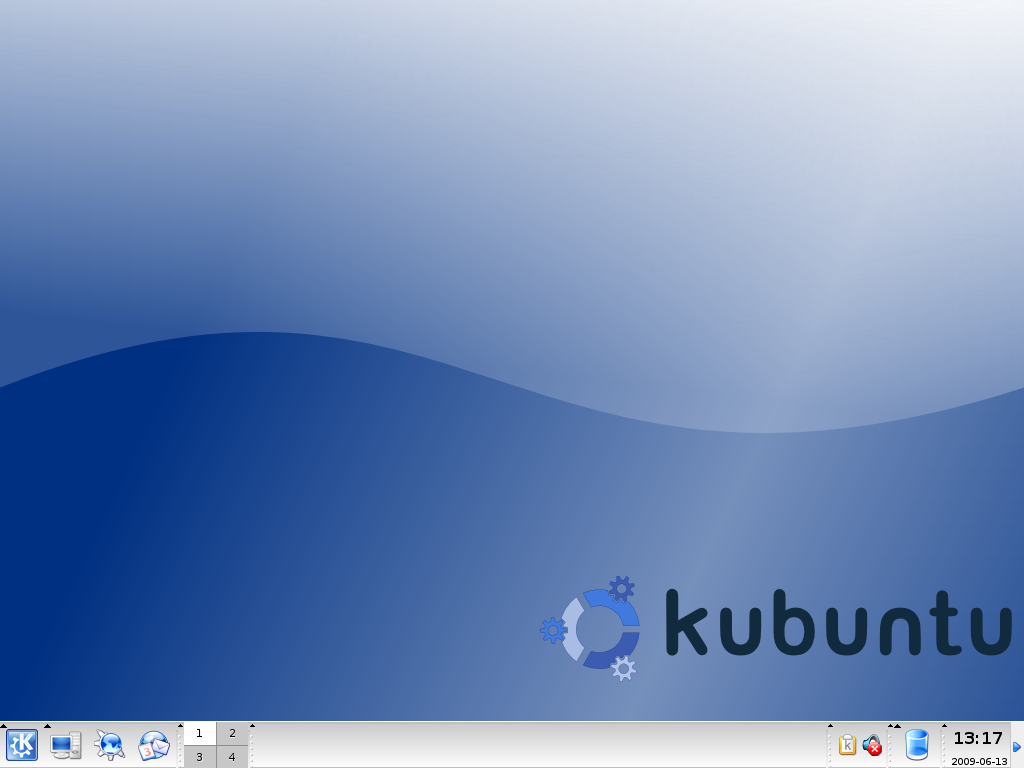
Kubuntu 5.04
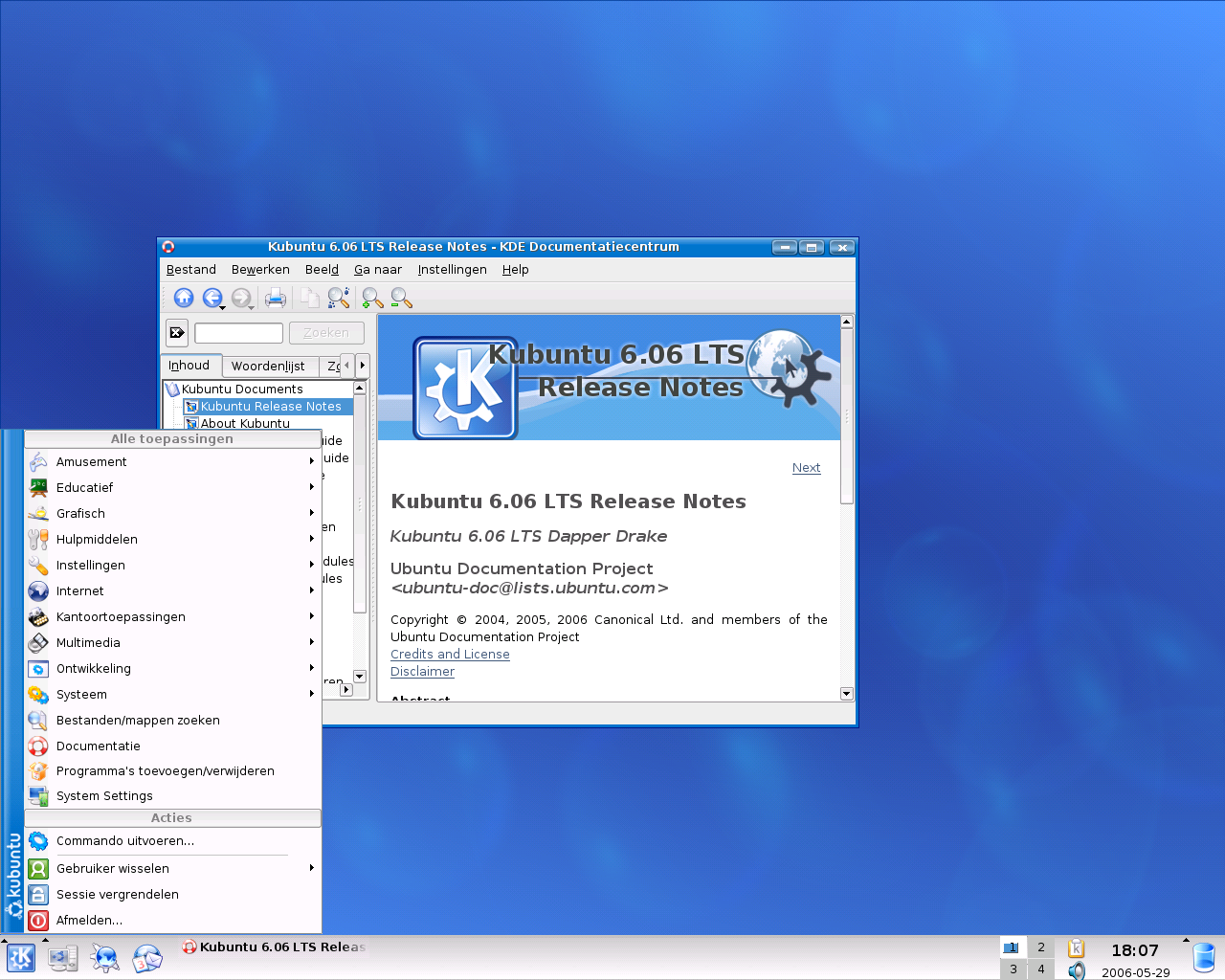
Kubuntu 6.06 LTS
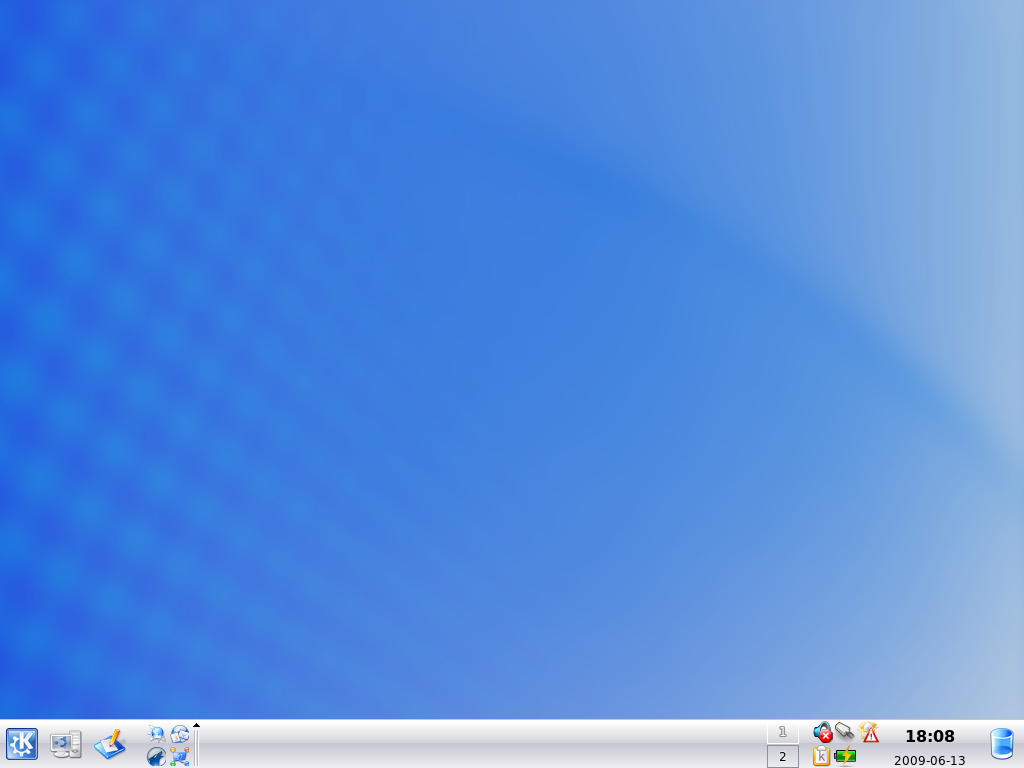
Kubuntu 8.04
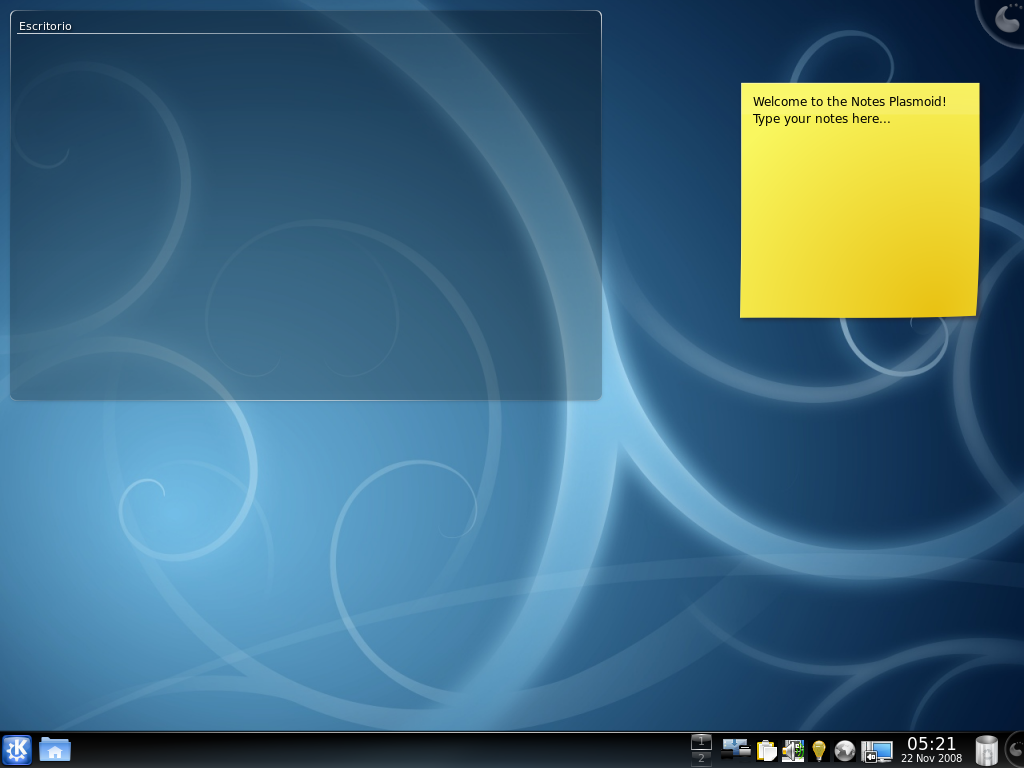
Kubuntu 8.10
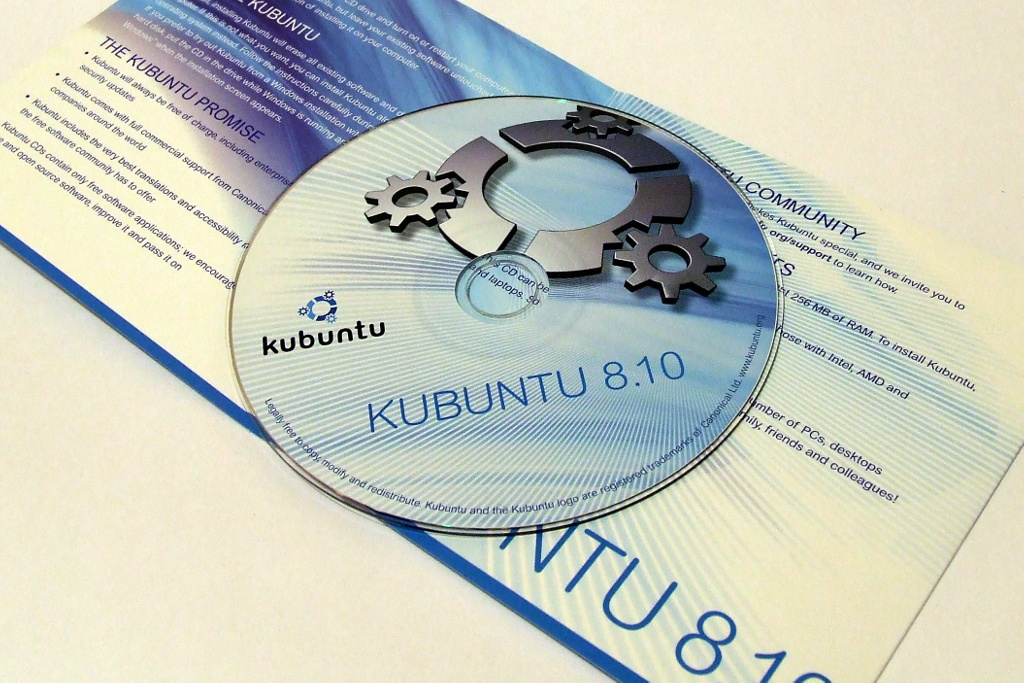
Kubuntu 8.10 CD
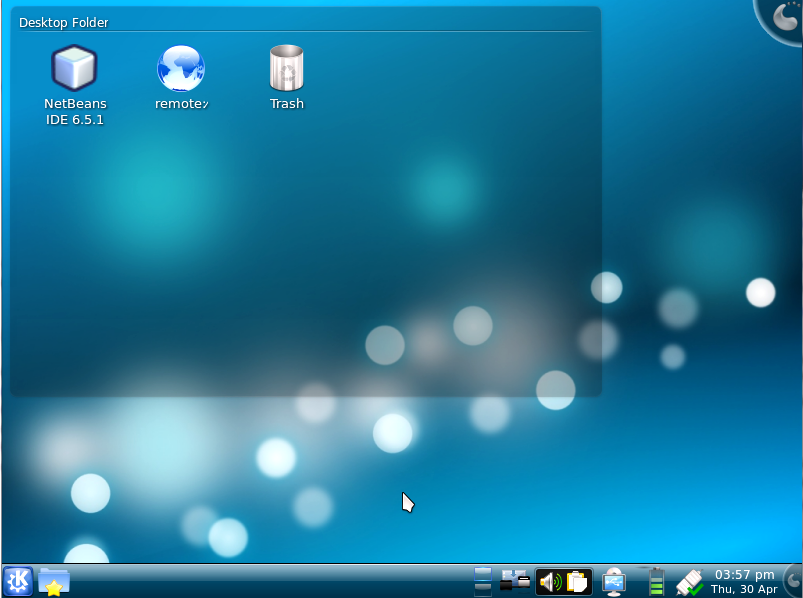
Kubuntu 9.04
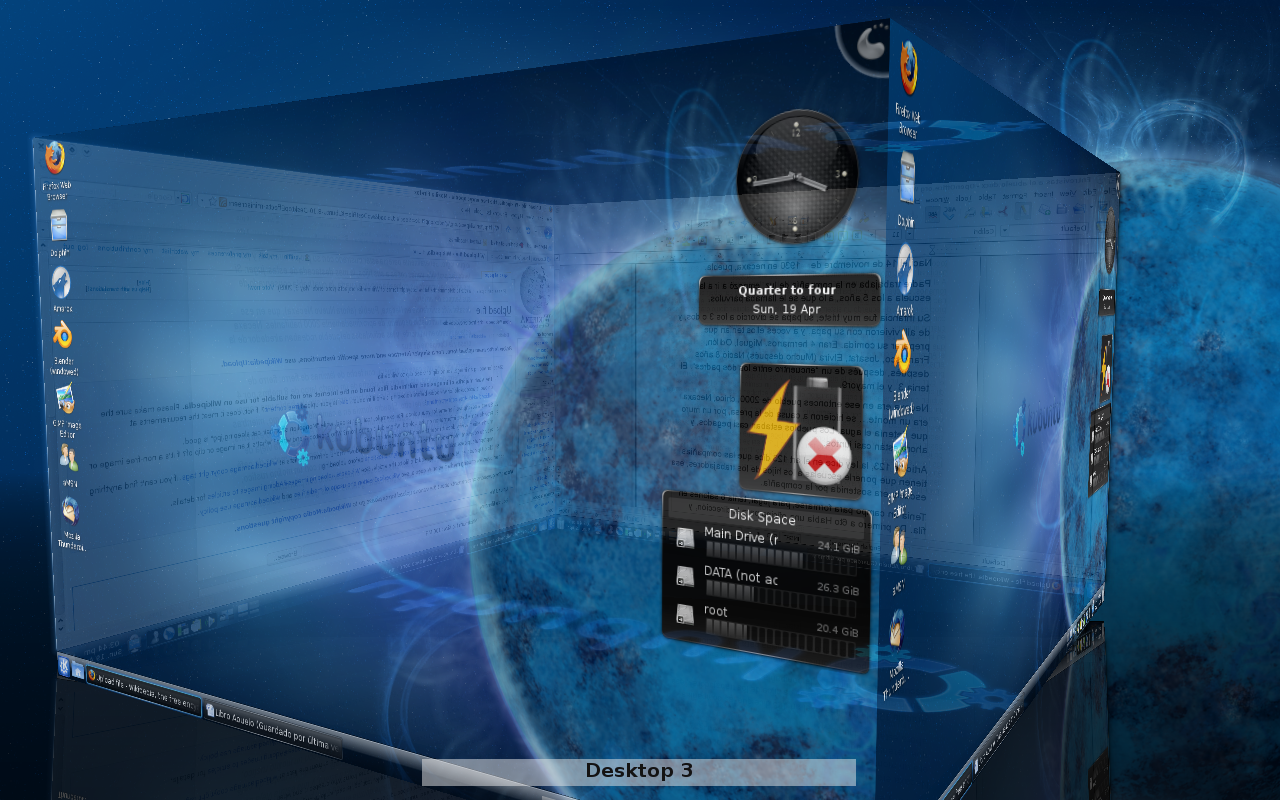
Деякі з графічних ефектів Kubuntu 9.04
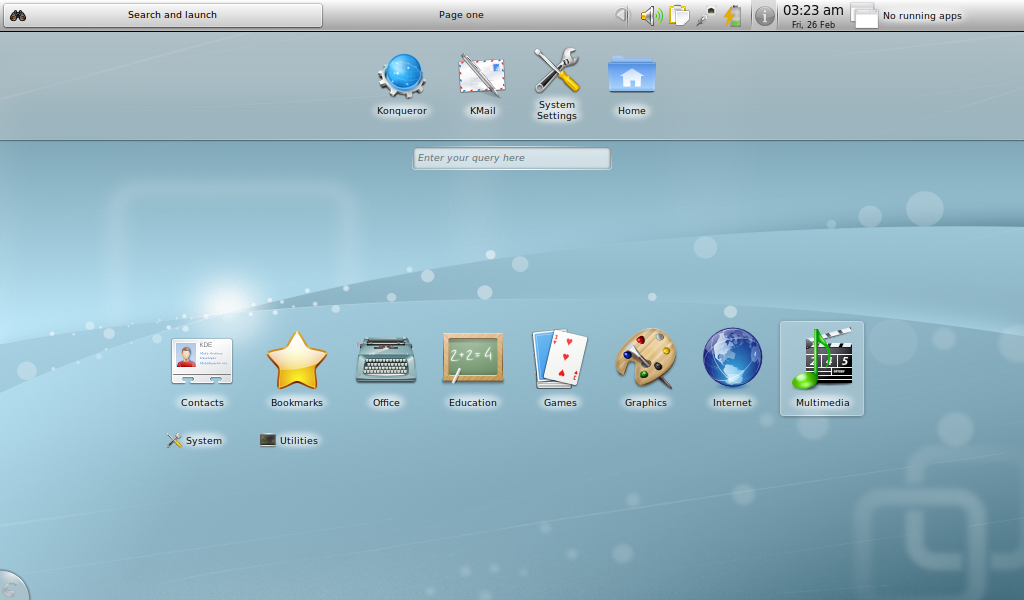
Kubuntu 10.04 LTS Netbook Edition (Search and Launch (пошук і запуск))
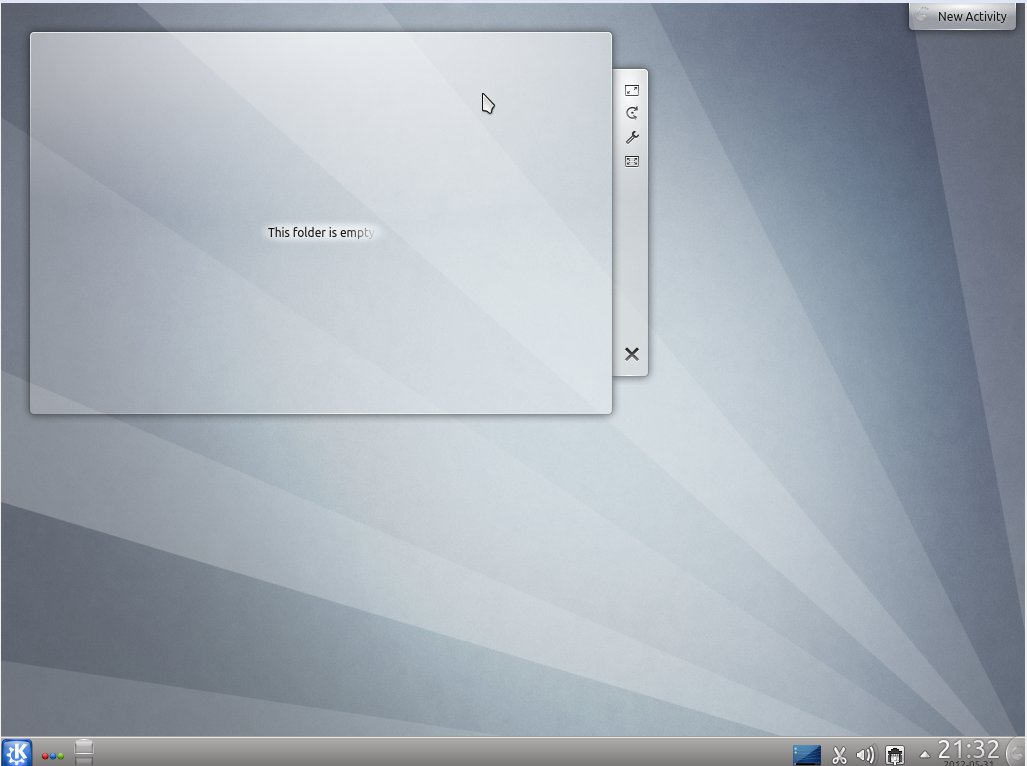
Kubuntu 12.04 LTS
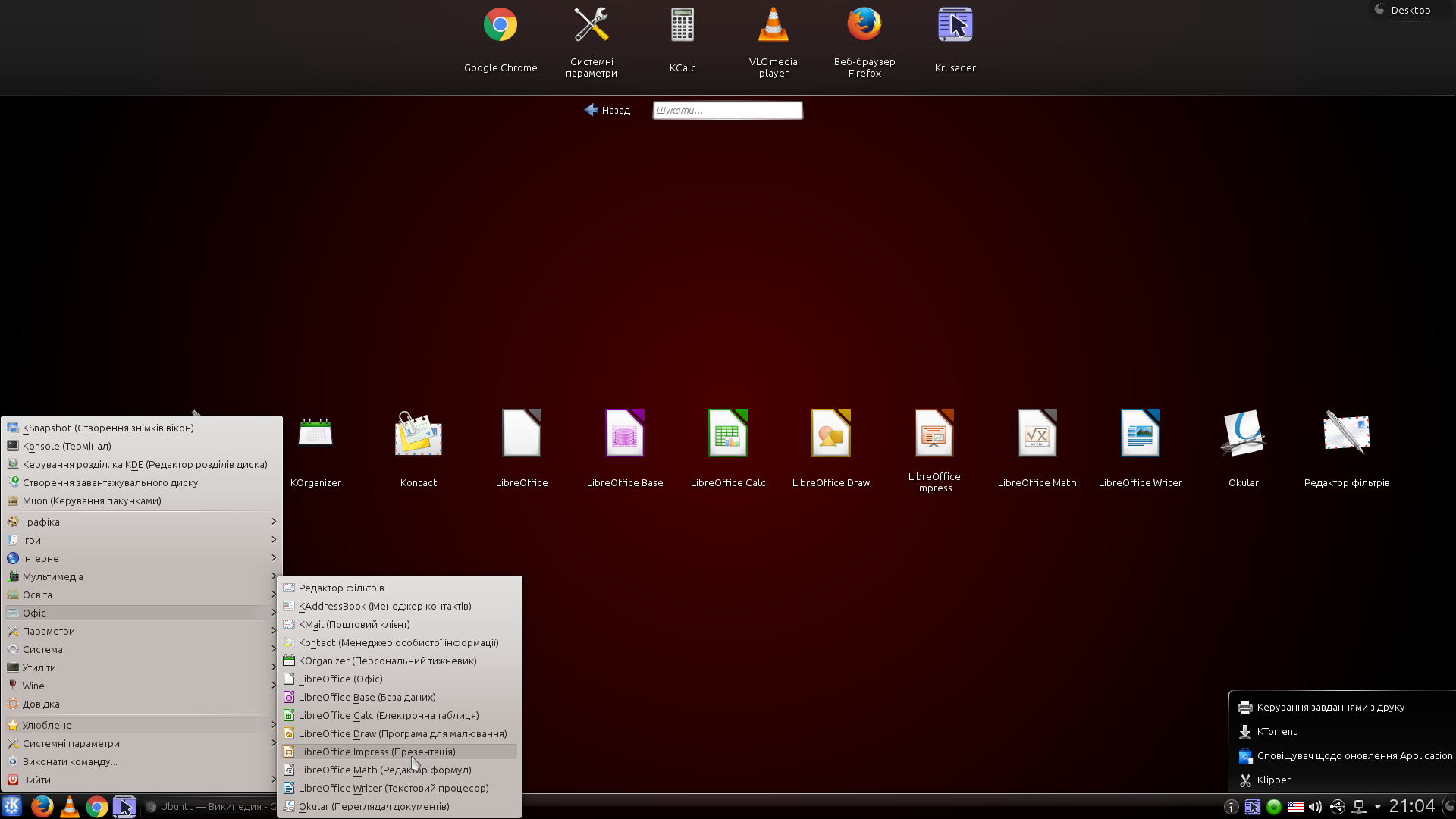
Kubuntu 14.04.3-LTS з активованим Search and Launch (пошук і запуск) на всю стільницю і активованим класичним меню запуску програм, тема Oxygen - одна з класичних тем для версій до 15.04
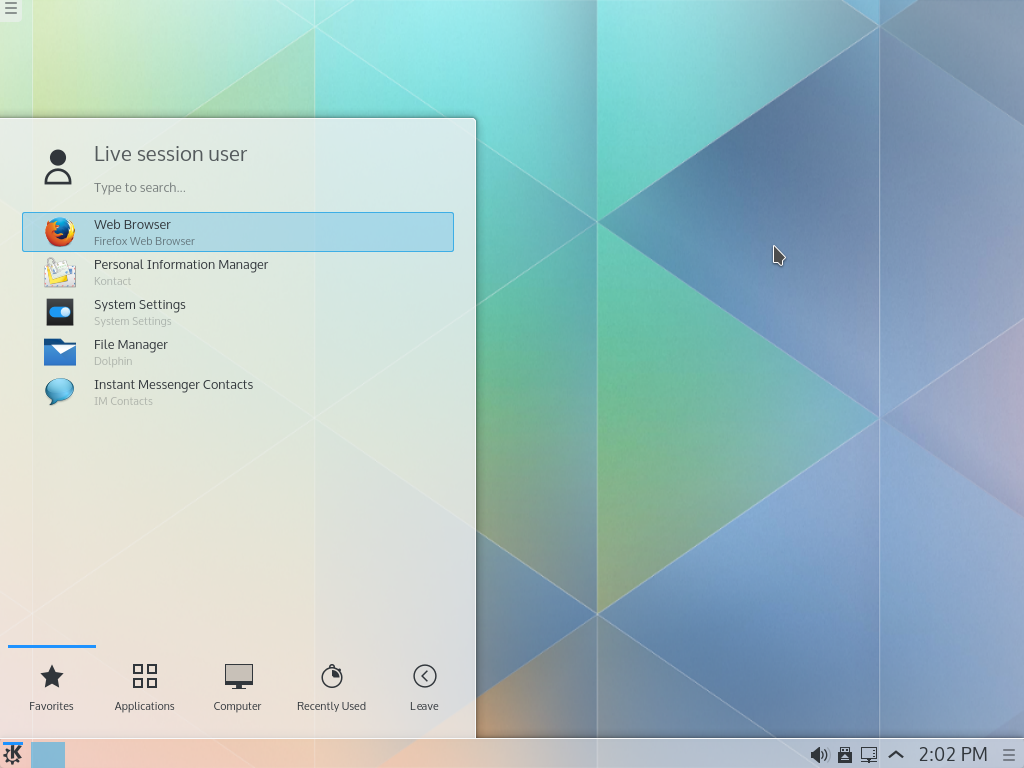
Kubuntu 15.04 з новим інтерфейсом і темою Breeze - класичною починаючи з 15.04
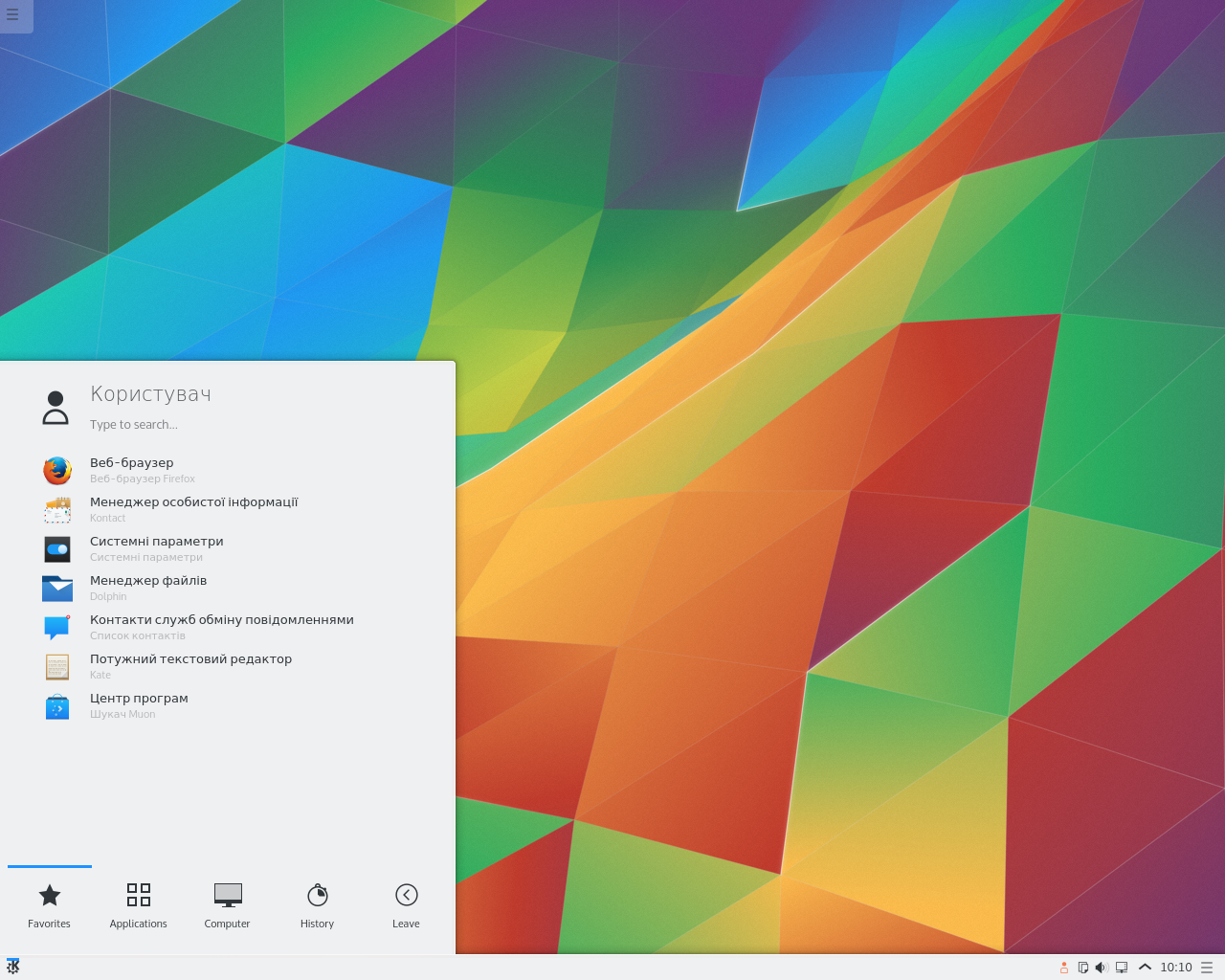
Kubuntu 15.10
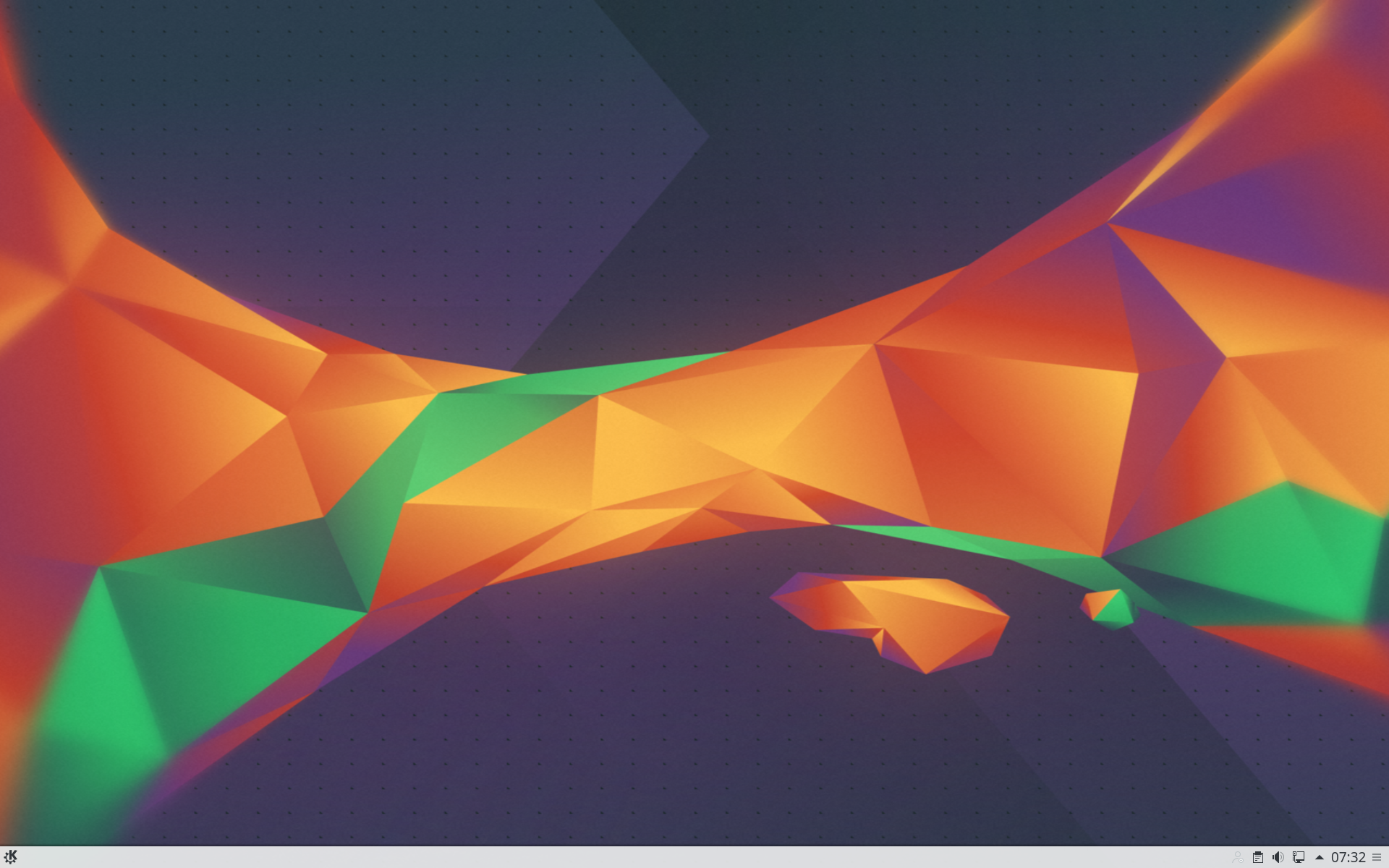
Kubuntu 16.04 LTS
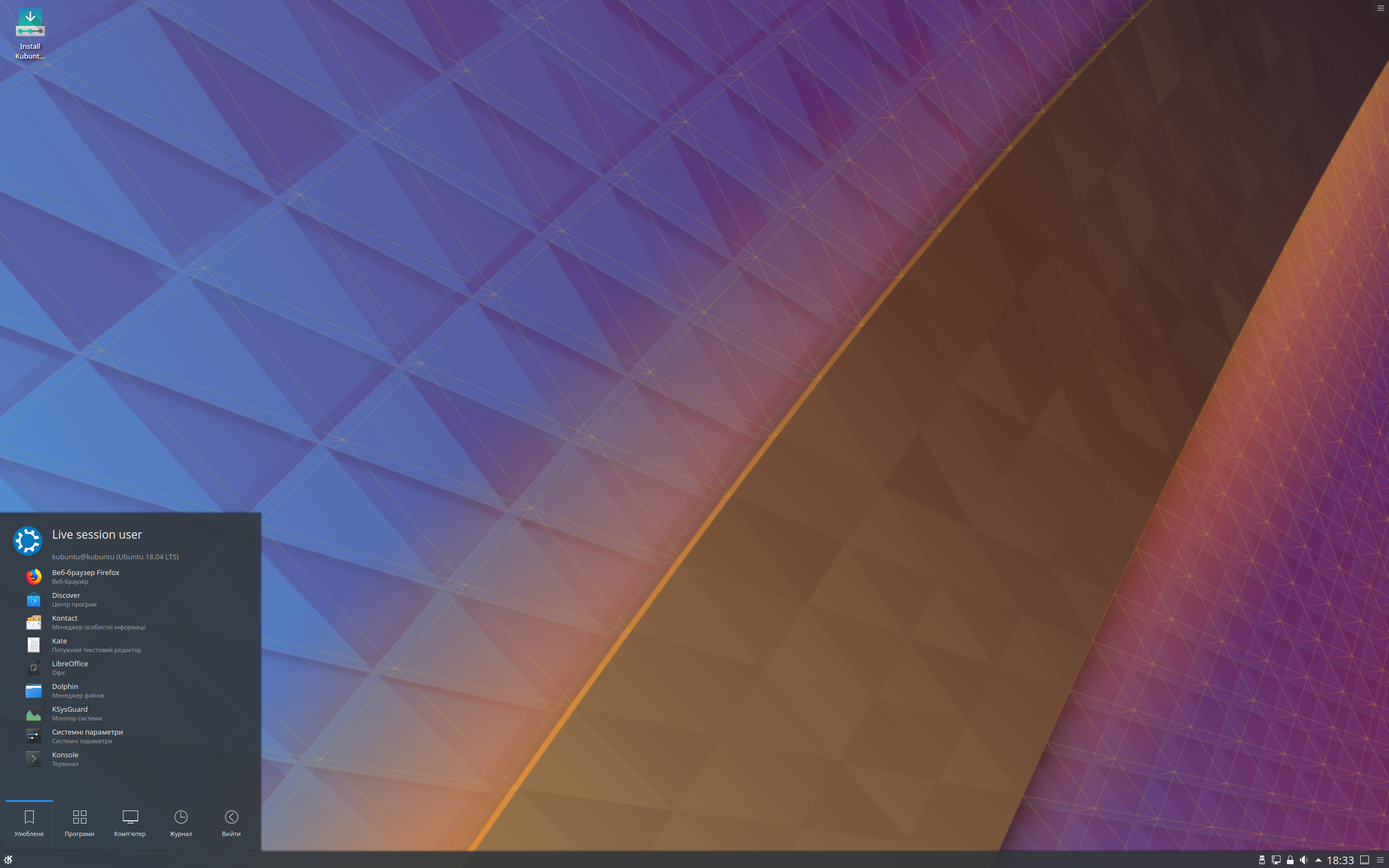
Kubuntu 18.04 LTS
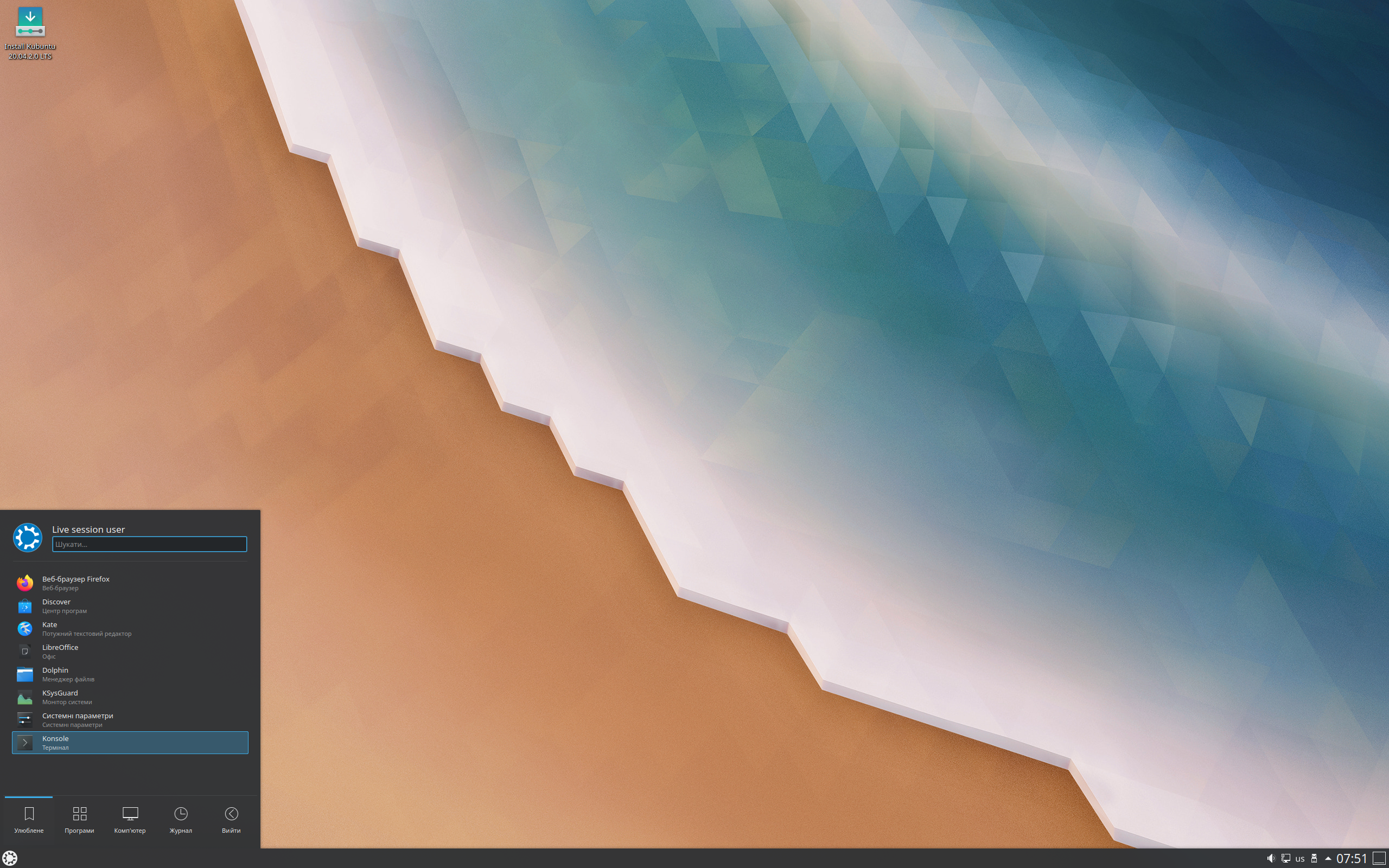
Kubuntu 20.04 LTS
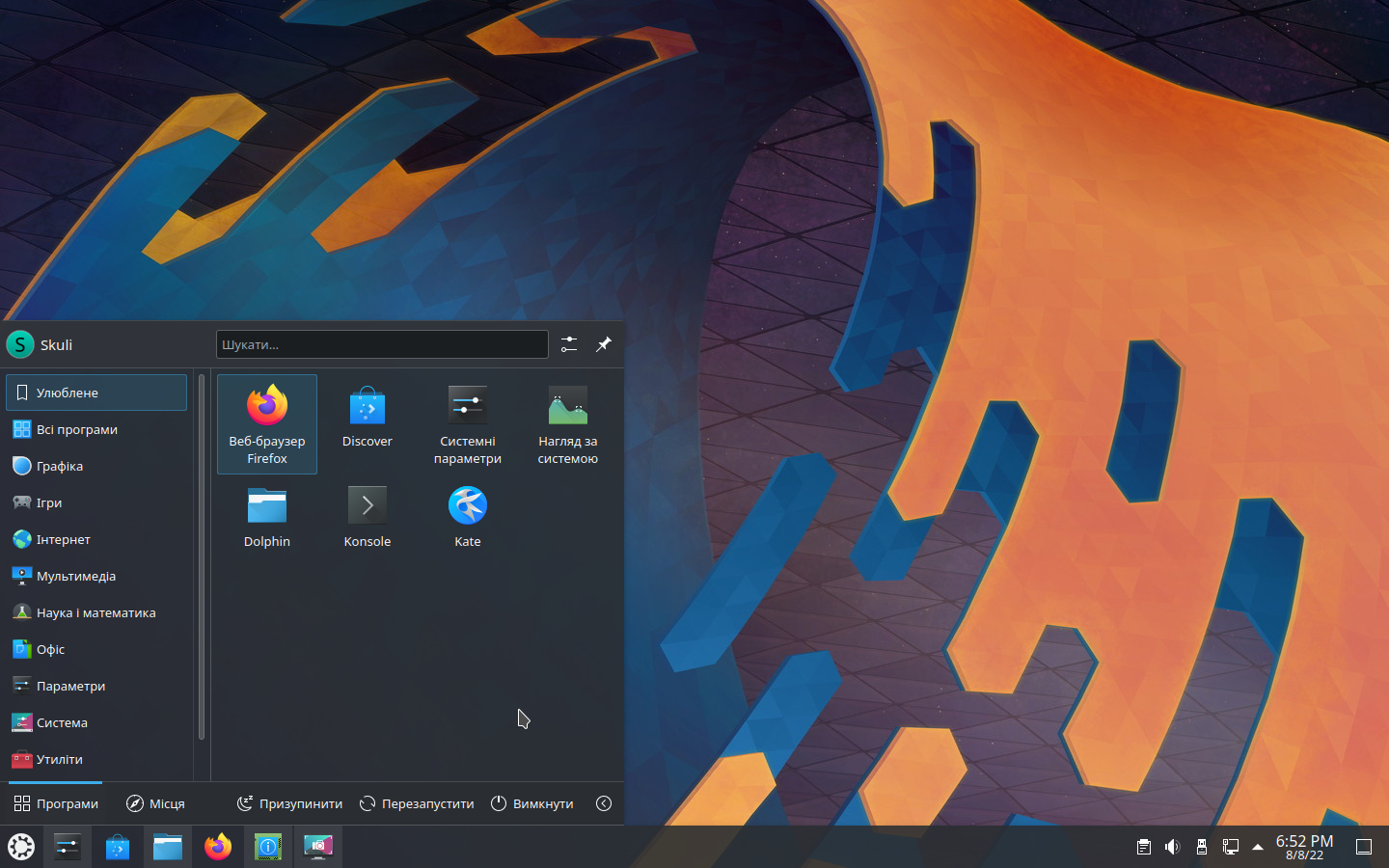
Kubuntu 22.04 LTS (uk)
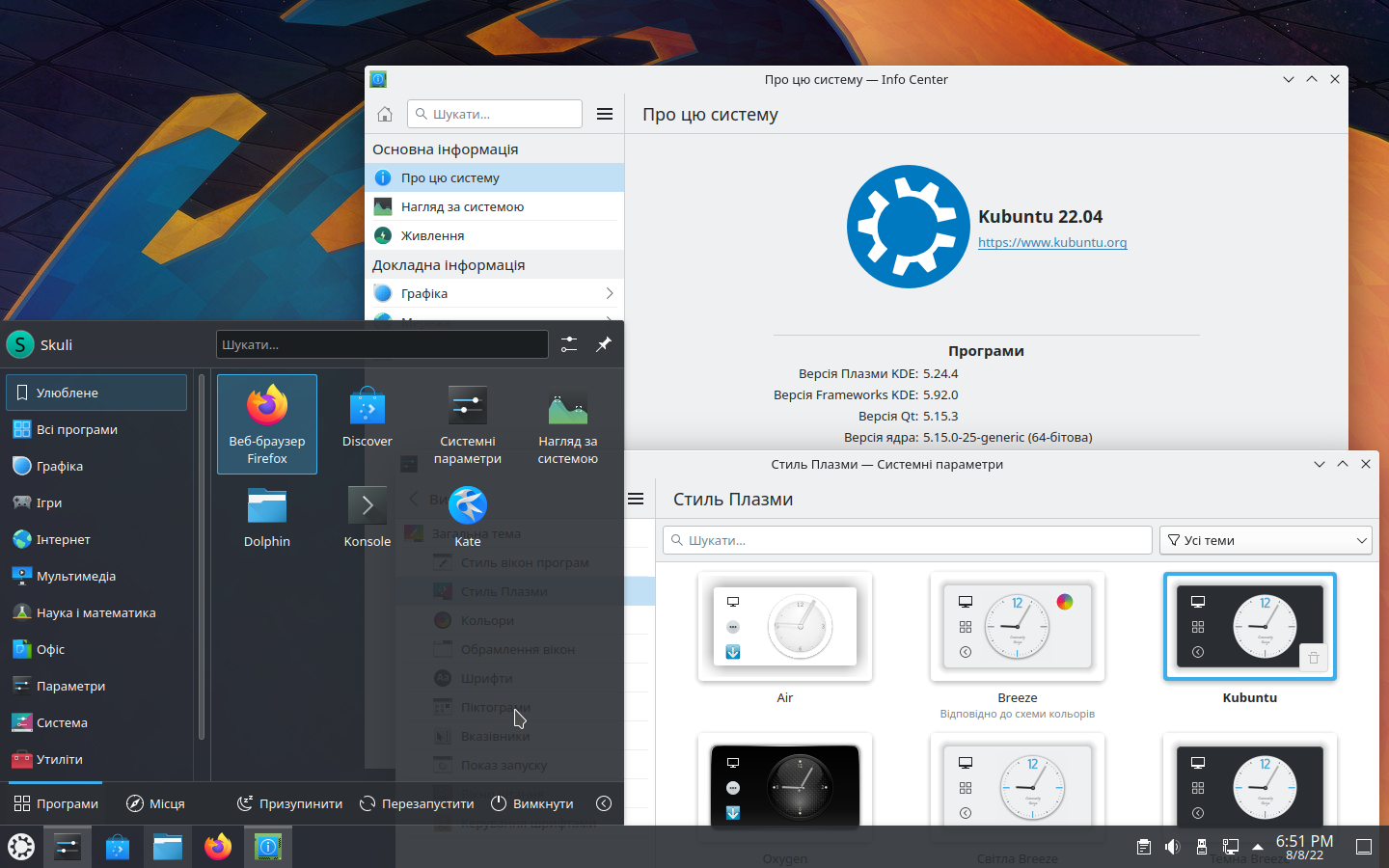
Kubuntu 22.04 LTS (uk)
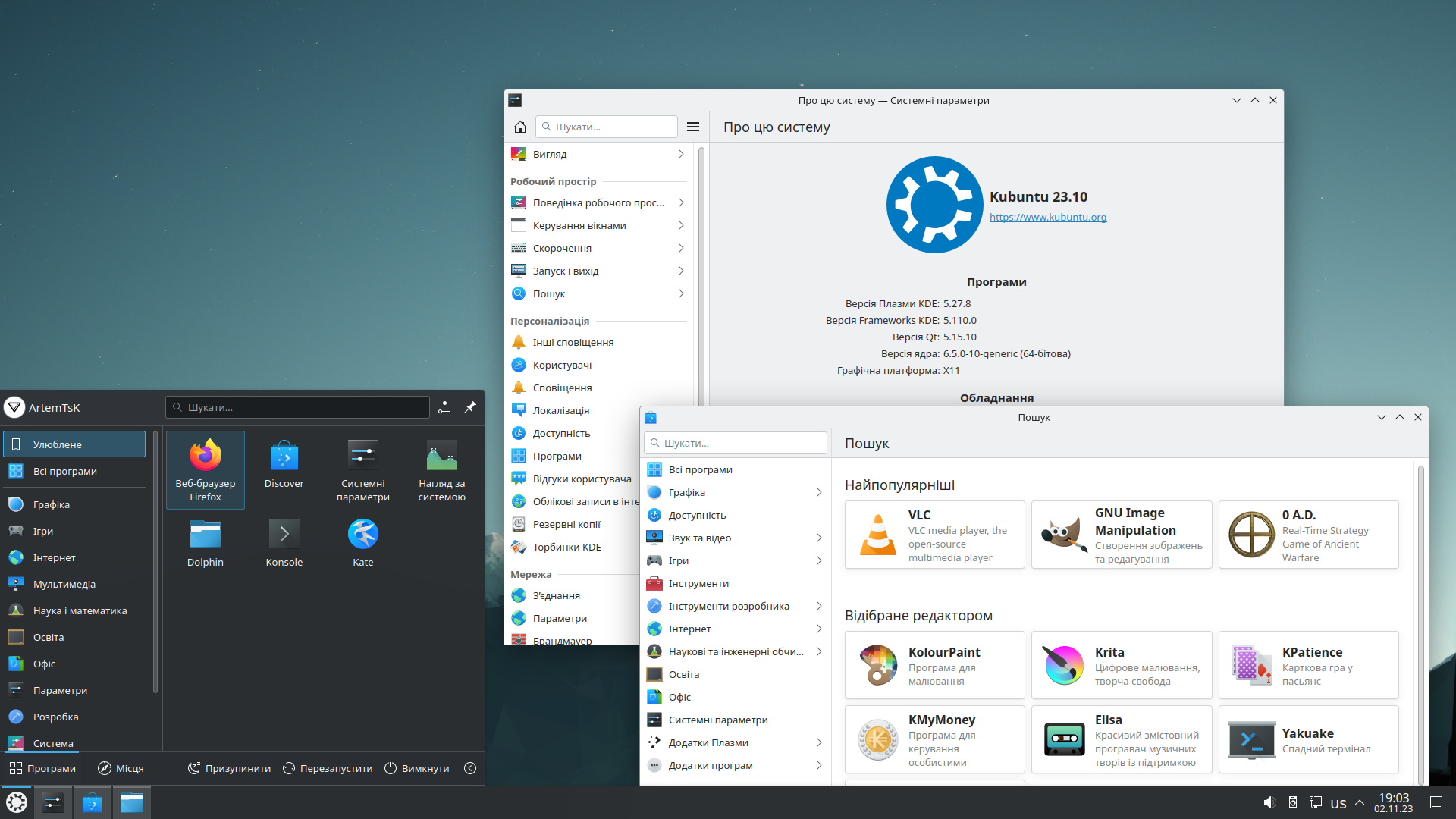
Kubuntu 23.10 (uk)

## Виноски
1. ↑  Kubuntu 24.04 LTS Noble Numbat Released | Kubuntu (англ.).
2. ↑  Архівована копія. Архів оригіналу за 7 березня 2008. Процитовано 19 грудня 2006.{{cite web}}:  Обслуговування CS1: Сторінки з текстом «archived copy» як значення параметру title (посилання) [Архівовано 2008-03-07 у Wayback Machine.]
3. ↑  http://kubuntu.org/announcements/kde-352.php. Архів оригіналу за 9 червня 2007. Процитовано 19 грудня 2006. {{cite web}}: Зовнішнє посилання в |title= (довідка) [Архівовано 2007-06-09 у Wayback Machine.]
4. ↑  Canonical закрывает сервис бесплатной рассылки дисков с Ubuntu [Архівовано 27 листопада 2011 у Wayback Machine.](рос.)
5. ↑  Jonathan Riddell - Kubuntu Status. Архів оригіналу за 11 травня 2012. Процитовано 28 квітня 2012.
6. ↑  Canonical прекращает финансирование разработки Kubuntu. Архів оригіналу за 4 червня 2012. Процитовано 28 квітня 2012.
7. ↑  Kubuntu 8.04.2 Released | Kubuntu [Архівовано 2 травня 2016 у Wayback Machine.](англ.)
8. ↑  Kubuntu 16.10 Released!. Архів оригіналу за 9 листопада 2016. Процитовано 8 листопада 2016.
9. ↑  Installation/SystemRequirements - Community Help Wiki. help.ubuntu.com. Процитовано 19 серпня 2022.

## Ресурси тенет
- Офіційний майданчик тенет
- Kubuntuguide — Допомога по експлуатації (неофіційний), поради, FAQ, керівництво та програмне забезпечення